# کیم نگ
کیم نگ کوئی خیم (زاده ۱ ژوئیه 1967) مجری و بازیگر تلویزیون سنگاپوری است. کیم نگ جوایز متعددی را در سطح محلی و منطقه ای دریافت کرده است.
نگ در دبیرستان ریور ولی تحصیل کرد و تحصیلات پیش دانشگاهی (سطح A) را در مدرسه متوسطه تانجونگ کاتونگ انجام داد.